# 黄金の床几戦争
黄金の床几戦争（おうごんのしょうぎせんそう、英語: The War of the Golden Stool）は、「ヤァ・アサンテワァ戦争」、「三度目のアシャンティ遠征」、「アシャンティの蜂起」、あるいはこれらから派生した紛争を含めて、英領ゴールド・コースト（西アフリカ地域）のイギリス帝国政府とアシャンティ王国の間に勃発した中の最後の戦いとして知られるものである。
この戦争の結果、アシャンティ王国そのものはイギリスの植民地アシャンティ保護国となるが、アシャンティの独立は事実上維持され、イギリスの強力な植民地支配をほとんど受けることなく自主的な秩序構築がなされた。その後、英領ゴールドコースト植民地の独立時にアシャンティ地方も併合され、1957年に新たな独立国家となったガーナ共和国の領土として組み込まれることとなった。

## 背景
当時アシャンティ王国の自治州であった西アフリカ地域には地域の自治権を持つイギリス人とそれに従属する部族が混在しており、緊張した状態となっていた。
アシャンティがイギリスの統治に対して反抗を始めた際、イギリスは騒擾鎮圧を試みた。さらに、ゴールドコースト総督フレデリック・ミッチェル・ホジソンは、アシャンティ王国に対し黄金の床几（アシャンティ王国における王位と統治の象徴となるもの）の引き渡しを要求した。

## 黄金の床几
1900年3月25日、フレデリック・ミッチェル・ホジソンは少数のイギリス兵と地元の徴収兵を率いてクマシに到着した。ホジソンは強大なイギリス帝国の代表として伝統的な儀礼に沿い、ホジソンの妻に向けて「女王陛下万歳」を歌う子供たちに迎えられ町へと入城した。そして集まったアシャンティの諸王と族長たちに向けて演説を行った。そこでホジソンは黄金の床几をヴィクトリア女王が受け取るべきだと述べたという。彼は黄金の床几の重大性を理解しておらず、この発言が引き起こすであろう激震を明らかに認識していなかった。1901年にホジソンがイギリスに対して行った報告によると、ホジソンはアシャンティ地域を統治しているのが大英帝国であることを示すためこのような発言を行ったという。しかし、聴衆にとっては、アシャンティ王国の体現であり、過去・現在・未来に生きる全てのアシャンティ王国民の象徴である床几に、外国人であるホジソンが触れ、汚そうとしていることはとても容認できるものではなかった。王国内のエジスを支配していた王母であるヤァ・アサンテワァはすぐに、イギリス軍を倒し、国外追放された王を再び呼び戻すべく国内の男たちを集めた。既に70歳ほどになっていたヤァ・アサンテワァは「民族統合の象徴」と考えられていた黄金の床几がイギリスに接収されそうになったことに怒り、ロジスティックスや司令官人事、戦術考案など全面的に戦争の指揮をとる他、呪術などを用いて兵士の精神的なバックアップも行った。王国民は怒り、多くの兵が志願した。ホジソンの代理として、セシル・ハミルトン・アーミテッジ大尉は周辺地域から床几を探し始めたが、彼の兵力は待ち伏せする敵兵に包囲された。生き残ったイギリス兵はクマシのイギリス軍拠点へ撤退した。当時その拠点は高さ3.7メートル、1辺46メートルの銃眼の空いた高い石壁により要塞化され、角にはそれぞれ銃座が配置された。そこに18人のヨーロッパ人、十数人の混血の植民地経営者に加えて500人近いナイジェリアのハウサ族が6門の小型野砲と4基のマキシム機関銃と共に立て籠った。複数のアシャンティの王や族長も要塞に留まっていた。アシャンティ側は、イギリス軍の強固な要塞への突撃には準備ができていないことを自覚して長期包囲戦に落ち着き、4月29日に一回だけ襲撃を行って失敗した後は襲撃を試みなかった。アシャンティ軍は敵兵を狙撃し、電信線を切断し、食料の供給を防いだ上で敵の救援軍を攻撃しようとした。町へ続く全ての道は高さが1.8メートルを越す銃眼を備えた丸太のバリケード21基により数百メートルに及んで封鎖され、イギリス軍の砲撃を受け付けない強固な守備力を発揮した。
物資供給率の低下と伝染病が守備隊に被害をもたらしつつあった6月、700人から成る別の救援隊が拠点に到着した。負傷者と病人のために食糧を残すために、比較的健康な人員は、ホジソンとその妻、数百人のハウサ族と共に、アシャンティ軍の包囲網から脱出し、救援隊と合流して逃走を開始した。イギリスの直轄植民地への帰還を阻止するため12,000人ものアシャンティ軍の主力が招集されていたため、逃走者は、アャシャンティ軍の攻撃を避けながら逃走しなければならなかったのである。

## 救援軍
ホジソンがコーストに到着した頃、様々なイギリス軍・憲兵隊から引き抜かれた1,000人の援軍が西アフリカに集結し、ジェームス・ウィルコックス大佐の指揮下でアクラ（現在のガーナの首都）を出発していた。進撃するウィルコックスの部隊はアシャンティと同盟を組んだいくつかの要塞から撃退された。最も注目すべきはココフの防御柵でイギリス兵が著しく被害を受けたことが上げられる。ウィルコックスは自らの部隊と共に進軍中絶え間なく小競り合いを続け、ゲリラ戦を行う敵の抵抗に直面しながらも補給ルートを維持した。7月初旬、彼の部隊はベクワイに到着、クマシでの最終決戦に対する準備を進めた。1900年7月14日、戦いの火蓋は切られた。植民地軍に属しているヨルバ人（ナイジェリアに住む民族）戦士を率い、ウィルコックスは四重に張られた防御柵の中に攻め込んだ。7月15日の午後、最終的にはアシャンティ軍を要塞から駆逐した。そこに住む人々が降伏してから2日後の出来事である。
9月、占領したクマシで回復を図ったり傷病者の看護を行って夏を経過した後、ウィルコックスは反乱を支持したとされる近隣地域に分遣隊を派遣した。彼の部隊は9月30日にオバッサでの小競り合いの中アシャンティ軍を倒し、敵兵を狩るためにナイジェリアの先住民を使いながら以前自分たちが撃退されたココフの要塞や町を破壊し続けた。アシャンティ守備隊の多くは熾烈な最初の攻撃の後、早急に戦場から離脱した。町の襲撃の後、チャールズ・メリス大尉が勇敢さによりヴィクトリア十字章を授与され、この戦争で唯一の受章者となった。この他、多くの士官が殊勲章を授与された。戦いは結局、アシャンティ軍の敗北で終わった。

## その後
クマシはイギリス帝国に併合されたが、アシャンティはおおよその自治権を認められた。彼らは植民地支配の権力にほとんど服従しなかった。アシャンティの人々は戦いの末、戦前の目標であった黄金の床几を守り抜くことに成功したのである。しかし、それから何年か経つとイギリスは彼らの多くの族長を逮捕した。その中にはエジスの王母ヤァ・アサンテワァもいた。そして彼らをセーシェルへと25年間追放した。その間追放された人の多くが命を落とし、ついにヤァ・アサンテワァも1917年にこの世を去った。クマシの町には今もこの戦いに対する記念碑や植民地支配に抵抗した際の名残が残っている。アシャンティと黄金海岸地域は、やがて独立国ガーナの一部となった。